# Libanesische Kommunistische Partei
Die Kommunistische Partei Libanons (KPL, arabisch الحزب الشيوعي اللبناني, DMG al-ḥizb aš-šuyūʿī al-lubnānī, auch oft als französisch Parti communiste libanais, PCL) ist eine marxistische und kommunistische Partei im Libanon.
Sie hat sich nie zu einer Massenorganisation entwickelt, aber doch einige Intellektuelle beeinflusst. Ihr Einfluss auf die libanesische Politik ist eher gering, jedoch ist sie neben der eng verbundenen Hisbollah zweitstärkstes Lager der libanesischen Oppositions-Gruppierung Résistance Nationale Libanaise („Nationaler Libanesischer Widerstand“). Die Partei verfügt über einen bewaffneten Flügel. Ihr Generalsekretär ist Khaled Hadadah.

## Geschichte
Die Libanesische Kommunistische Partei ist eine der ältesten konfessionsübergreifenden Parteien im Libanon und entwickelte sich ab 1944 aus der Syrisch-Libanesischen Kommunistischen Partei, neben der Syrischen Kommunistischen Partei.
Während der ersten beiden Jahrzehnte nach der libanesischen Unabhängigkeit erfuhr die Partei wenige Erfolge. Im Jahre 1943 nahm die Partei an den Wahlen zur Nationalversammlung teil, gewann aber keinen Sitz. Auch bei den Wahlen 1947 unterlagen alle ihre Kandidaten und 1948 wurde die Partei verboten. Während der 1950er-Jahre war die Stellung der Organisation zum Arabischen Nationalismus und zur politischen Bewegung von Gamal Abdel Nasser wechselhaft und die Partei verlor deswegen an Unterstützung.
Während der Libanonkrise 1958 war die Partei auf der Seite der Regierungsgegner. Im Jahre 1965 beendeten die libanesischen Kommunisten ihre Isolation und traten der Front pour parties progressives et forces nationales bei, aus der sich später die Libanesische Nationalbewegung unter Kamal Dschumblat, dem Führer der Drusen, entwickelte.
1970 wurde die LKP durch den Innenminister Kamal Dschumblat legalisiert und zu den Wahlen 1972 zugelassen. Obwohl die Partei einige tausend Stimmen gewann, konnte sie aufgrund des komplizierten Sitzverteilungsverfahrens kein Parlamentsmandat erhalten. Die Bedeutung der Partei wuchs allerdings mit dem Beginn der Spannungen im Libanon Mitte der 1970er-Jahre.

### Im Bürgerkrieg
In den frühen 1970er-Jahren stellte die KPL eine Miliz auf, die sogenannte Volksgarde, die aktiv bei den Kämpfen 1975 und 1976 teilnahm, welche den Beginn des Libanesischen Bürgerkrieges (1975–1990) bildeten. Während dieses Bürgerkrieges war die KPL Teil der Allianz von Libanesischer Nationalbewegung und PLO und später auch anderer muslimischer Gruppierungen, obwohl viele der Mitglieder Christen waren.
Während der 1980er-Jahre verlor die LKP zunehmend an Stärke. 1983 wurden den Berichten zufolge in Tripoli 50 ihrer Mitglieder durch Angehörige der sunnitischen Bewegung Tawhid exekutiert. 1987 kämpfte die Volksgarde an Seite der drusischen PSP eine Woche lang in West-Beirut gegen Einheiten der schiitischen Amal-Miliz. Diese Kämpfe wurden erst durch das Eingreifen syrischer Truppen beendet.
Ebenfalls im Jahre 1987 wollte die Organisation auf ihrem fünften Parteitag ihren Griechisch-Orthodoxen Führer George Hawi absetzen und durch den Schiiten Karim Murrawwah ersetzen, der Druck Syriens allerdings erhielt Hawi in seinem Amt. Hawi war ein Unterstützer Syriens und war unpopulär geworden, weil er mehr Zeit in Damaskus als im Libanon verbrachte. Murrawwah war damals eines der einflussreichsten Mitglieder der KPL und verstand sich gut mit schiitischen Gruppen in West-Beirut. Allerdings fielen zwischen 1984 und 1987 mehrere führende Parteimitglieder Attentaten zum Opfer, die islamischen Fundamentalisten zugeschrieben werden.

### Neuere Zeit
Im Juni 2005 erklärte George Hawi in einem Interview mit dem panarabischen Nachrichtensender al-Dschasira, dass Rifaat al-Assad, der Bruder des früheren syrischen Staatspräsidenten Hafiz al-Assad und Onkel des ehemaligen Staatsoberhauptes Baschar al-Assad, hinter dem Attentat auf Kamal Dschumblat im Jahre 1977 steckte. Am 21. Juni 2005 wurde Hawi durch ein Autobombenattentat getötet. Auch mit dieser Tat wird Syrien in Verbindung gebracht.
Nach der Zedernrevolution trat die KPL für einen von äußeren Einflüssen souveränen Libanon ein. In der Folgezeit erstarkte das Bündnis mit der schiitisch-islamistischen Hisbollah. 2006 beteiligten sich einige Mitglieder der Partei am Julikrieg gegen den israelischen Einmarsch im Südlibanon. Dabei wurden mindestens 12 ihrer Anhänger getötet.